# Hermann II de Lotaringia
Hermann (Germán) II de Lotaringia (1049-20 de septiembre de 1085) fue conde palatino de Lotaringia desde 1064 cuando alcanzó la mayoría de edad y hasta su muerte.
Fue también conde de Ruhrgau, Zulpichgau y de Brabante. Hijo de Enrique I de Lotaringia y de Matilde de Verdún.
En 1080 se casó con Adelaida de Orlamunde-Weimar, viuda de Adalberto II de Ballenstedt. Sus dos hijos murieron también en 1085. Es considerado el último conde palatino de Lotaringia de la dinastía ezónida. Fue asesinado en duelo con Alberto III de Namur, junto a su castillo en Dalhem.